# Mazières-sur-Béronne
Mazières-sur-Béronne è un comune francese di 405 abitanti situato nel dipartimento delle Deux-Sèvres nella regione della Nuova Aquitania.

## Società

### Evoluzione demografica
Abitanti censiti